# Claire Wendling
Pour les articles homonymes, voir Wendling (homonymie).
Claire Wendling est une illustratrice et une autrice de bande dessinée française née à Montpellier le 6 décembre 1967.

## Biographie
En 1989, encore inscrite à l'école des beaux-arts d'Angoulême, Claire Wendling remporte le prix Alph'Art avenir du festival d'Angoulême,,, et intègre les Éditions Delcourt en participant à deux ouvrages collectifs, Les Enfants du Nil et Entrechats. En 1990 commence sa seule série, Les lumières de l'Amalou, sur un scénario de Christophe Gibelin ; le volume Théo reçoit le prix Bloody Mary à Angoulême en 1991,,.
En 1997, elle est embauchée par le studio Warner et émigre à Los Angeles pour participer à divers projets et notamment The Quest for Camelot. N'arrivant pas à s'acclimater, elle rentre huit mois plus tard en France et publie Desk, un carnet de croquis réalisés à Los Angeles.
En 2000, elle participe à la conception graphique du jeu vidéo Alone in the Dark IV.
Claire Wendling publie peu : quelques histoires courtes, une série, des carnets de croquis et des ouvrages d'illustration, son œuvre complète tiendrait en un seul volume d'intégrale. Relativement méconnue du grand public pour cette raison, Claire Wendling a néanmoins un lectorat fidèle et bénéficie de l'admiration de ses pairs : dans un vote regroupant l'ensemble de la profession, elle a été en 2016 finaliste du Grand Prix du festival d'Angoulême, un peu malgré elle,. C'est ainsi que  son nom figure en amont du festival d'Angoulême 2016 dans le trio retenu pour le vote du second tour pour désigner le grand prix avec Hermann et Alan Moore. « Vous voulez me faire plaisir ? Ne votez plus pour moi », demande-t-elle,,.
En 2017, elle est invitée d'honneur à la 75e Worldcon (congrès mondial de science-fiction).

## Publications

### Série
- Les Lumières de l'Amalou, scénario de Christophe Gibelin, Éditions Delcourt :

1. Théo (1990) ;
2. Le Pantin (1991) ;
3. Le Village tordu (1992) ;
4. Gouals (1994) ;
5. Cendres (1996).

### Collectif
- Les enfants du Nil, Carmina & Vittorio (scénario Christophe Gibelin). 1989, Delcourt.
- Entrechats. 1989, Delcourt.
- La fabrique Delcourt a dix ans. 1996, Delcourt.
- Sales petits contes (scénario de Yann le Pennetier). 1997, Dupuis.
- Vampires T.1 (2001), Carabas.
- Vampires T.2 (couverture) (2002), Carabas.

## Récompenses
- 1990 : Alph-Art avenir au festival d'Angoulême avec Deux Mondes.
- 1991 : prix Bloody Mary pour Les Lumières de l'Amalou, t. 1.